# Bastiano da Sangallo
Bastiano da Sangallo, detto Aristotile (Firenze, 1481 – Firenze, 31 maggio 1551), è stato un architetto, scenografo e pittore italiano.

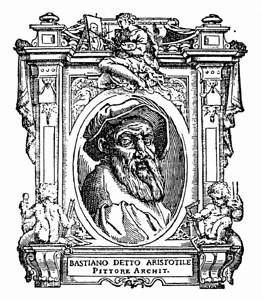
Bastiano da Sangallo, detto Aristotile, da Le Vite di Giorgio Vasari

Nipote dei fratelli Giuliano e Antonio da Sangallo, fu protagonista del teatro rinascimentale. Venne soprannominato Aristotile per il suo carattere serio e pensieroso. 

## Biografia
Come pittore fu allievo del Perugino e poi di Michelangelo. Dopo aver svolto una prima attività a Roma lavorando con il fratello architetto Giovan Francesco, si spostò nel 1515 a Firenze dove nel 1525 allestì con Andrea del Sarto la messa in scena della Mandragola di Niccolò Machiavelli. L'anno successivo allestì con gran successo, questa volta da solo, la prima messa in scena di un'altra opera di Machiavelli, la Clizia, incaricato dallo stesso autore. 
Nel 1536 curò l'allestimento dell''Aridosia di Lorenzino de' Medici. Nel 1539 ideò una scenografia sorprendente (raffigurante la città di Pisa) per la commedia Il commodo di Antonio Landi e, nello stesso anno, curò la costruzione di un apparato teatrale per festeggiare con spettacoli sfarzosi, nel cortile di Palazzo Medici, il matrimonio tra Cosimo I de' Medici e Eleonora di Toledo.
L'attività di Bastiano da Sangallo diede un contributo fondamentale, dal punto di vista dell'elaborazione scenografica, alla riscoperta rinascimentale del teatro classico. Fu attivo anche come architetto. Dal 1530 seguì a Firenze, il cantiere di palazzo Pandolfini su progetto di Raffaello. Fu presente inoltre sui cantieri della Rocca Paolina di Perugia (1543-1545) e della Rocca di Civita Castellana, come collaboratore del cugino Antonio da Sangallo il Giovane.

### La copia del cartone di Michelangelo della Battaglia di Cascina

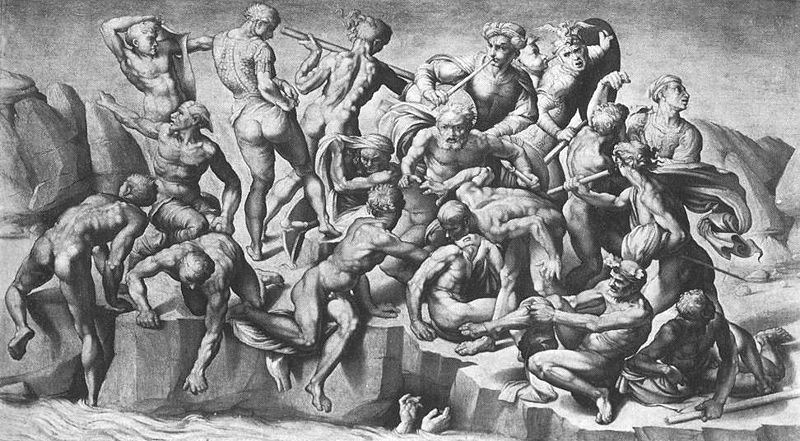
Battaglia di Cascina (copia del cartone di Michelangelo)

Nel 1542 eseguì, come riferì il Vasari, una copia piccola dei cartoni della Battaglia di Cascina (1506). La copia a olio di una parte del cartone è conservato presso la Holkham Hall di Norwich in Inghilterra e assume una notevole importanza in quanto l'originale cartone di Michelangelo è andato perduto e del Buonarroti restano soltanto alcuni disegni relativi a studi di soldati nudi.

### L'attività di scenografo
Il particolare virtuosismo prospettico per il quale il Sangallo andava famoso gli fu particolarmente utile nelle applicazioni scenografiche, dove esso poteva esaltarsi nell'ambito della finzione teatrale e nello splendore della festa. Già nel 1515 a Firenze fu tra i protagonisti dell'apparato per il trionfo del papa mediceo Leone X, realizzando con il Granacci un chiaroscuro che fingeva illusionisticamente la scultura nell'arco trionfale posticcio alla porta di Badia.
Nel 1518 è documentata la prima scenografia per le nozze fra Lorenzo de' Medici e Maddalena de La Tour d'Auvergne che, insieme alle altre del Franciabigio e di Ridolfo del Ghirlandaio, forniva lo sfondo per una delle tre commedie rappresentate in un salone del piano nobile di palazzo Medici in via Larga. A questa data la scena doveva consistere ancora sostanzialmente nella prospettiva di città dipinta sul fondale alla quale erano giustapposti in giusta proporzione e allineamento due o tre elementi solidi praticabili (ad esempio edifici domestici) disposti frontalmente.
Di poco doveva divergere sul piano tecnico la realizzazione successiva del 1525 con Andrea del Sarto in casa di Bernardino di Giordano al canto a Monteloro a Firenze, quando Bastiano si occupò della visualizzazione della Mandragola, già rappresentata nel 1518. Un passaggio sostanziale sul piano della composizione prospettica della scena e della funzionalità teatrale della stessa, fu nel 1533, quando Aristotile realizzò sulla Loggia del secondo cortile di palazzo Medici in via Larga, una scena che si serviva di un colonnato dietro il quale si intravedeva la prospettiva e attraverso il quale passavano gli attori.
Nel 1536, per le nozze fra Alessandro de' Medici e Margherita d'Austria, figlia di Carlo V, Bastiano fece un ulteriore passo in avanti, costruendo in mezzo alla scena per l'Aridosia di Antonio Landi, un arco trionfale solido attraverso il quale si inquadrava la prospettiva di città ed erano disposte le strade in sfuggita che, anche se non proprio divergenti, superavano la centralità prospettica aperta, per una prospettiva inquadrata e multipla che addirittura anticipava la soluzione palladiana dell'Olimpico.
Nel 1539 nel secondo cortile di palazzo Medici un'altra scena che meravigliò, rappresentava realisticamente Pisa, città della commedia Commodo di Antonio Landi, presentando, in più, un canale che divideva gli spettatori dal palco fingendo l'Arno e che era usato per intermezzi acquatici, e un sole rotante nel cielo della scena che illuminava la stessa e durava il tempo della recita.
L'interesse per i meccanismi scenici venne ripreso da Bastiano a Castro nel 1543, quando, riprendendo i vitruviani periatti realizzò una scena che mutava due volte girando su prismi che si univano cambiando il quadro scenico e anticipando i mutamenti della grande scena barocca all'italiana.

### Attività come pittore
Alcuni lo identificano con il Maestro di Serumido.

### Curiosità
Si dice abbia prestato il suo volto per il personaggio di Aristotele nella Scuola d'Atene di Raffaello.